# Walentin Petrowitsch Gluschko

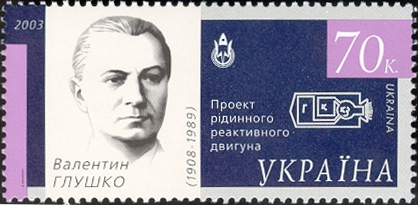
Gluschko auf einer ukrainischen Briefmarke von 2003

Walentin Petrowitsch Gluschko (russisch Валентин Петрович Глушко, wiss. Transliteration Valentin Petrovič Gluško; ukrainisch Валентин Петрович Глушко Walentyn Petrowytsch Hluschko; * 20. Augustjul. / 2. September 1908greg. in Odessa, Russisches Kaiserreich; † 10. Januar 1989 in Moskau) war ein sowjetischer Ingenieur ukrainischer Abstammung und bekannt als Chefkonstrukteur von Raketenmotoren.

## Leben

Grabmal Gluschkos auf dem Nowodewitschi-Friedhof in Moskau (2010)

Der Sohn einer Krankenschwester begann sich im Alter von 13 Jahren mit der Aeronautik zu beschäftigen, nachdem er Romane von Jules Verne gelesen hatte. Er lernte an einer Handelsschule in Odessa. Während dieser Zeit führte Gluschko Experimente mit Sprengstoffen durch. An diese gelangte er durch nichtexplodierte Artilleriegranaten, welche die weiße Armee bei ihrem Rückzug im Bürgerkrieg hinterlassen hatte. Seit 1924/25 schrieb er Artikel über die Erforschung des Mondes und über die Anwendung von Ziolkowskis Motoren für den Raumflug.
Gluschko studierte Physik und Mathematik in Leningrad, verließ aber die Universität im April 1929 ohne Abschluss. Von 1929 bis 1930 betrieb er Raketenforschung am Gasdynamischen Laboratorium. Außerdem wurde er ein Mitglied der GIRD, die 1931 in Leningrad gegründet wurde.
Im Zuge des Großen Terrors in der Sowjetunion wurde er am 23. März 1938 festgenommen. Am 15. August 1939 wurde er zu acht Jahren Gulag verurteilt. In der „Untersuchungshaft“ denunzierte er unter dem Einfluss von Gewalt im Jahre 1938 auch seinen Kollegen Sergei Pawlowitsch Koroljow beim NKWD, der zu zehn Jahren Gulag verurteilt wurde.
Aufgrund seiner Qualifikationen durfte Gluschko mit anderen inhaftierten Wissenschaftlern in einem Sonderlager des NKWD (Scharaschka) an verschiedenen Flugzeugkonstruktionen arbeiten, zunächst in Tuschino und dann als Leiter des OKB-16 in einem Flugzeugwerk in Kasan, in dem ab Oktober 1942 auch der inhaftierte Koroljow arbeitete. Die Haftbedingungen dort waren wesentlich milder als in den normalen sowjetischen Arbeitslagern. Das Mehrzweckflugzeug Petljakow Pe-2 wurde mit einem zuschaltbaren Raketenantrieb RD-1 für die Verbesserung des Startverhaltens und der Steigleistung erstmals erfolgreich als Prototyp Pe-2RD am 1. Oktober 1943 getestet. Am 10. August 1944 wurden Gluschko und Koroljow aufgrund eines besonderen Erlasses zur Bewährung freigelassen.
Am Ende des Zweiten Weltkrieges wurde Gluschko nach Deutschland geschickt, um dort das deutsche Raketenprogramm (vgl.: Aggregat 4) zu studieren. 1946 wurde er der Chefkonstrukteur seiner eigenen Abteilung, dem OKB 456, und blieb in dieser Position bis 1974. Diese Abteilung sollte eine bedeutende Rolle bei der Entwicklung von Raketenmotoren in der Sowjetunion spielen.
Sein OKB 456 entwickelte das Triebwerk RD-101 (340 kN Schub) für die R-2-Rakete, das RD-110 (1180 kN) für die R-3 und das RD-103 (430 kN) für die R-5. Die berühmte und heute noch verwendete R-7 benutzt als Antrieb vier RD-107 und ein RD-108 aus Gluschkos OKB. 1954 begann er Antriebe für die von Michail Kusmitsch Jangel entwickelte R-12 zu entwerfen. Das weltweit stärkste je geflogene Flüssigkeitstriebwerk schuf er in den 1980er Jahren mit dem RD-170 für die Energija (7903 kN).
Nach den erfolgreichen Mondlandungen der USA entschied Breschnew 1974, das von Problemen begleitete sowjetische Mondlandungsprogramm zu beenden. Er enthob Wassili Pawlowitsch Mischin seines Postens und übertrug stattdessen Gluschko die Verantwortung über das ZKBEM, das ehemalige OKB-1 Koroljows, das später in NPO Energija umbenannt wurde. Als erste Handlung strich Gluschko die N1-Rakete, ein Programm, das schon lange in der Kritik stand. Zuvor war es bereits über den Entwurf der Mondrakete N1 zum endgültigen Bruch zwischen Koroljow und Gluschko gekommen. Beide hatten sich hoffnungslos u. a. über die Triebwerkskonstruktion (Einkammer- gegen Vierkammertriebwerk) und die zu verwendende Treibstoffkombination (Kerosin/Sauerstoff gegenüber UDMH/Distickstofftetroxid) zerstritten.
Gluschko war Vertreter einer neuen Reihe von starken Trägerraketen, die er zur Errichtung einer sowjetischen Mondbasis einsetzen wollte. Nachdem jedoch das US-amerikanische Apollo-Programm zu Ende ging und die USA das Space Shuttle einführten, wollte die sowjetische Regierung ein Gegenstück zum Shuttle bauen. Gluschko wurde in den folgenden Jahren zum einflussreichsten Verfechter des Buran-Programms, an dem zeitweise bis zu 30.000 Menschen arbeiteten. Erst nach seinem Tod 1989 wurden Gluschkos Bemühungen der breiten sowjetischen Öffentlichkeit bekannt. Nach Budgetproblemen und dem Ende des Kalten Krieges wurde das Buran-Programm 1993 offiziell eingestellt.

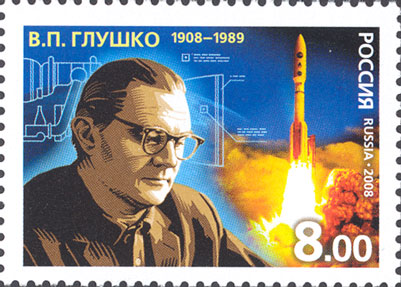
Russische Briefmarke anlässlich des 100. Geburtstages von Gluschko (2008)

Gluschko legte Wert auf ein gepflegtes Äußeres und es mangelte ihn nicht an Selbstwertgefühl. Sein Charakter wurde oft als starrsinnig empfunden. Eine seiner größten, langfristigen Fehlentscheidungen war, Wasserstoff als Raketentreibstoff abzulehnen. Hierdurch konnte die NASA mit der Entwicklung der Saturn V einen deutlich Vorsprung erlangen. Gluschkos Konstruktionsbüro gelang außerdem nicht die Konstruktion eines Triebwerks mit großer Brennkammer, das konkurrenzfähig zum amerikanischen F-1-Triebwerk war, welches in der Saturn V eingesetzt wurde. Diese Entscheidungen und Fehler trugen mit zum Scheitern der N1 bei, für die sich Koroljows Nachfolger Wassili Pawlowitsch Mischin nunmehr auf eine Vielzahl kleinerer Triebwerke verlassen musste. Auch später bewältigte Gluschko nie die Instabilitäten von großen Brennkammern: Seine pragmatische Lösung war die Verwendung mehrerer gebündelter kleinerer Brennkammern, welche von einer gemeinsamen leistungsstarken Turbopumpe  mit Treibstoff versorgt werden. Dieser Grundentwurf ergab schon in den 1950er Jahren die große Schubkraft für die R-7 (RD-107 und RD-108). Auch die Erststufentriebwerke der Energija-Rakete (RD-170) verwenden diese Technik.
Das RD-170 kann als bestes Triebwerk Gluschkos angesehen werden. Dieses Triebwerk ist das bis heute schubstärkste Flüssigkeitsraketentriebwerk und findet nach wie vor in der Modifikation RD-171 bei der 1. Stufe der Zenit Verwendung. Die Turbopumpe des RD-170 leistet unter Volllast 170 MW. Der Umstand, dass Gluschko diese Lösung bis zur Entlassung Mischins und bis zu seiner Übernahme über das komplette sowjetische Raumfahrtprogramm nicht entwickeln konnte, ist Zeugnis für die lähmenden Intrigen und Machtkämpfe ab, die mit den sowjetischen Anstrengungen, den Mond zu erreichen, einhergingen.
Als Leiter der NPO Energija wurde er 1977 von Wachtang Wachnadze abgelöst.

## Werke
- V. P. Glushko, G. Langemak: Rockets, Their Construction and Application. 1935.
- V. P. Glushko: Rocket Engines GDL-OKB. Novosti Publishing House, Moscow, 1975.
- V. P. Glushko, V. A. Medvedev: Thermal Constants of Substances, Begell House Publishers, 1984, ISBN 978-0-89116-537-8.
- W. Glushko: Die sowjetische Raumfahrt: Fragen und Antworten, APN-Verlag, 1988.

## Ehrungen
- 1953 Wahl zum korrespondierenden Mitglied und 1958 zum Vollmitglied der Akademie der Wissenschaften der UdSSR.
- Der Asteroid (6357) Glushko, 1976 von Nikolai Tschernych entdeckt, wurde nach Gluschko benannt.
- 1994 wurde der Mondkrater Glushko nach ihm benannt.
- Eine Straße in der ukrainischen Hauptstadt Kiew ist nach Gluschko benannt.
- Die Ukrainische Post gab 2003 und die Russische Post gab 2008 anlässlich seines 100. Geburtstages jeweils eine Sondermarke heraus.

Gluschko war Ehrenbürger von Kaluga (1975), Odessa (1975), Koroljow und Chimki (1979), Baikonur (1984), Kasan (1987), Primorsk und Elista (1988).

### Auszeichnungen
- Orden des Roten Banners der Arbeit (1945)
- Held der sozialistischen Arbeit (1956, 1961)
- Leninorden (1956, 1958, 1968, 1975, 1978)
- Leninpreis (1957)
- Staatspreis der UdSSR (1967, 1984)
- Jubiläumsmedaille „Zum Gedenken an den 100. Geburtstag von Wladimir Iljitsch Lenin“ (1970)
- Orden der Oktoberrevolution (1971)
- Medaille „Für heldenmütige Arbeit im Großen Vaterländischen Krieg 1941–1945“ (1945)
- Medaille „30. Jahrestag des Sieges im Großen Vaterländischen Krieg 1941–1945“ (1975)
- Medaille „Veteran der Arbeit“ (1984)

Quelle: